# Émile Gaboriau
Émile Gaboriau (Saujon, 9 de novembro de 1832 – Paris, 28 de setembro de 1873), foi um escritor francês, romancista, jornalista e um pioneiro da ficção policial.

## Juventude
Gaboriau nasceu na pequena cidade de Saujon, Charente-Maritime. Ele era filho de Charles Gabriel Gaboriau, funcionário público e sua mãe era Marguerite Stéphanie Gaboriau. Gaboriau tornou-se secretário de Paul Féval e, depois de publicar alguns romances e diversos escritos, encontrou seu verdadeiro dom em L'Affaire Lerouge (1866).

## Vida literária
L'Affaire Lerouge, que foi o primeiro romance policial de Gaboriau, apresentou um detetive amador. Também apresentou um jovem policial chamado Monsieur Lecoq, que foi o herói de três dos romances policiais posteriores de Gaboriau. O personagem de Lecoq foi baseado em um ladrão da vida real que se tornou policial, Eugène François Vidocq (1775-1857), cujas próprias memórias, Les Vrais Mémoires de Vidocq, misturavam ficção e fato. Também pode ter sido influenciado pelo vilão Monsieur Lecoq, um dos principais protagonistas da série de livros Les Habits Noirs de Féval.
O livro foi publicado no Le Siècle e imediatamente fez sua reputação. Gaboriau ganhou um grande número de seguidores, mas quando Arthur Conan Doyle criou Sherlock Holmes, a fama internacional de Monsieur Lecoq diminuiu. A história foi produzida no palco em 1872. Uma longa série de romances lidando com os anais do tribunal policial se seguiu e provou ser muito popular. Gaboriau morreu em Paris de apoplexia pulmonar.
Os livros de Gaboriau foram geralmente bem recebidos. Sobre o mistério do orcival, Harper's escreveu em 1872: "De sua classe de romance - sensacionalista francês - este é um espécime notável e único". Uma versão cinematográfica de Le Dossier nº 113 (Arquivo nº 113) foi lançada em 1932.
Em A Study in Scarlet, Arthur Conan Doyle faz Watson perguntar a Sherlock Holmes o que ele acha do trabalho de Gaboriau. Holmes menospreza Lecoq como "um miserável trapalhão".

## Romances
Seu romance Monsieur Lecoq (1869) foi adaptado para o cinema sob o mesmo título por Maurice Tourneur em 1914 e para a televisão em uma série de televisão também com o mesmo título e transmitida pela Canadian Broadcasting Corporation durante a temporada de 1964-1965. Também foi adaptado em 1974 por Antenne 2 na série Les Grands Detectives com Gilles Ségal no papel de Monsieur Lecoq.
- L'Ancien Figaro : études satiriques tirées du journal Le Figaro, prefácio e comentários de Émile Gaboriau, Paris, Dentu, 1861
- Les Cotillons célèbres, Paris, Dentu, 1861
- Le Treizième Hussards, Paris, Dentu, 1861
- Mariages d'aventure (compreendendo Monsieur J.-D. de Saint-Roch ambassadeur matrimonial et Promesses de mariage), Paris, Dentu, 1862
- Les Gens de bureau, Paris, Dentu, 1862
- Les Comédiennes adorées, Paris, Dentu, 1863
- L'Affaire Lerouge, Paris, Dentu, 1866
- Le Crime d'Orcival, Paris, Dentu, 1866
- Le Dossier n° 113, Paris, Dentu, 1867
- Les Esclaves de Paris, Paris, Dentu, 1868 em dois vol. Volume 1 Le Chantage, Volume 2 Le Secret des Champdoce
- Monsieur Lecoq, Paris, Dentu, 1869 em dois vol.: Volume 1 L'Enquête, Volume 2 L'Honneur du nom
- La Vie infernale, Paris, Dentu, 1870 em dois vol.: Volume 1: Pascal et Marguerite, Volume 2: Lia d'Argelès
- La Dégringolade, Paris, Dentu, 1871 em dois vol.: Volume 1 Un mystère d'iniquité, Volume 2 Les Maillefert
- La Clique dorée, Paris, Dentu, 1871
- La Corde au cou, Paris, Dentu, 1873
- L'Argent des autres, Paris, Dentu, 1873 en deux vol. Volume 1 Les Hommes de paille, Volume 2 La Pêche en eau trouble
- Le Petit Vieux des Batignolles (conto póstumo publicado em um volume com os outros cinco contos seguintes), Paris, Dentu (1876) (BNF 30472376) (republicado por Le Masque coll. "Labyrinthes" n° 168, 2008):
  - Une disparition
  - Maudite Maison
  - Casta vixit
  - La Soutane de Nessus
  - Bonheur passe richesse
- Le Capitaine Coutanceau, Paris, Dentu, 1878, publicação póstuma
- Les Amours d'une empoisonneuse, Paris, Dentu 1881, publicação póstuma (BNF 30472329) republicada sob o título Le Diable de la Bastille, France, Éditions Pascal Galodé, 2014 ISBN 978-2355933066
- Une disparition et autres nouvelles, Paris, éditions Manucius, 2022 (coleção de 12 contos - vários dos quais nunca foram publicados - : Le Roman d'un tambour, La Soutane de Nessus, Monsieur J.-D. de Saint-Roch, Promesses de mariage, Bonheur passe richesse, Maudite Maison, Casta vixit, Une pieuvre, Deux Gazetiers, Éducation parlementaire, Le Petit Vieux des Batignolles, Une disparition) ISBN 978-2-84578-780-3